# Ньюкирк, Ингрид
Ингрид Ньюкирк (англ. Ingrid Newkirk, род. 11 июня 1949, Суррей, Великобритания) — активистка движения за права животных (с 1972 года), писатель, президент и сооснователь крупнейшей в мире зоозащитной организации «Люди за этичное отношение к животным» (People for the Ethical Treatment of Animals (PETA)); автор серии книг об освобождении животных, включая «Free the Animals» (2000).

## Биография
Ингрид Элизабет Уорд родилась в Кингстон-апон-Темс, графство Суррей, Англия, в 1949 году. Она была единственным ребенком Ноэля Освальда Вудхауза Уорда и Мэри Патрисии Уорд. Свои ранние годы она провела на Оркнейских островах в Шотландии и в Уэре, графство Хартфордшир. Когда ей было семь лет, семья переехала в Нью-Дели, Индия, где ее отец работал инженером-штурманом, а мать — в колонии для прокаженных и в доме для матерей-одиночек. Ингрид училась в школе-интернате при монастыре в Гималаях.
Когда ей было восемнадцать, семья переехала во Флориду. Там она познакомилась со своим будущим мужем Стивом Ньюкирком; они поженились в 1968 году и развелись в 1980 году. До 22 лет Ньюкирк не думала о правах животных или даже о вегетарианстве. В 1970 году она и ее муж переехали в Пулсвилл, штат Мэриленд, где она училась на биржевого маклера. Устроившись на работу в приют для животных, Ньюкирк стала свидетелем жестокого обращения с ними, включая физическое насилие. Это потрясло ее, и она решила, что с этим надо что-то делать. Она стала сотрудником государственной службы защиты животных в округе Монтгомери, штат Мэриленд, а с 1976 года — главой отдела по борьбе с болезнями животных Комиссии по общественному здравоохранению федерального округа Колумбия. В 1980 году Ньюкирк встретила Алекса Пачеко в приюте округа Колумбия, где он работал волонтером. Именно Пачеко познакомил ее с концепцией прав животных. Он подарил ей книгу Питера Сингера «Освобождение животных» (1975). По ее утверждению, Сингер выразил словами то, что она чувствовала интуитивно в течение долгого времени.
В то время концепция прав животных была почти неслыханной в США. Современное движение за права животных началось в Англии восемью годами ранее, в 1972 году, когда ученые Оксфордского университета сформировали «Оксфордскую группу». Они утверждали, что дискриминация по признаку биологического вида так же иррациональна, как и дискриминация по признаку расы или пола. В марте 1980 года Ньюкирк и Пачеко решили создать группу для пропаганды этих идей среди американской общественности. Так зародилась организация «Люди за этичное обращение с животными» (PETA). Они полюбили друг друга и стали жить вместе, хотя были очень разными.
Случай с обезьянами из Силвер-Спринг, спор об исследованиях на животных, который длился десять лет, превратил PETA из небольшой группы друзей в международное движение. В середине 1981 года Пачеко устроился на работу волонтером в Институт поведенческих исследований в Силвер-Спринг, штат Мэриленд, чтобы получить из первых рук информацию, на основе которой они могли бы строить свои кампании. Эдвард Тауб, психолог, работал там над 17 обезьянами. Он разрезал сенсорные ганглии, которые передавали команды их рукам и ногам, а затем применял физическое ограничение, электрический шок и лишение пищи, чтобы заставить их использовать конечности. Идея заключалась в том, чтобы увидеть, можно ли заставить обезьян использовать конечности, которые они не чувствовали.
Собрав доказательства, Ньюкирк и Пачеко предупредили полицию, которая совершила налет на лабораторию и обвинила Тауба в жестоком обращении с животными и неоказании надлежащей ветеринарной помощи. Судья признал Тауба виновным и оштрафовал его на 3000 долларов. Однако после его апелляции обвинения были сняты.
Ньюкирк и Пачеко в одночасье оказались в центре внимания общественности. Это был первый полицейский рейд на исследовательский центр в США и первый приговор (хотя впоследствии и отмененный) исследователю животных. Полемика привела к внесению поправки в Закон о защите животных 1985 года, стала первым делом о правах животных, которое рассматривалось в Верховном суде США, и принесло PETA всемирную известность.
Ньюкирк подверглась критике за пропаганду действий, проводимых от имени Фронта освобождения животных (ALF). Ее обвиняют в том, что она заранее знала об одной акции ALF. Во время судебного разбирательства по делу Рода Коронадо в 1995 году в связи с поджогом Университета штата Мичиган (MSU) прокурор США Майкл Деттмер утверждал, что Ньюкирк перед нападением договорилась с Коронадо, чтобы он отправил ей украденные из университета документы и видеозапись акции. В связи с этим Ньюкирк заявила, что поддерживает цели ALF, но не одобряет поджогов.

## Литературные работы автора
- The PETA Practical Guide to Animal Rights — Simple Acts of Kindness to Help Animals in Trouble. St. Martin’s Griffin, May 2009, ISBN 978-0-312-55994-6
- One Can Make a Difference: Original stories by the Dalai Lama, Paul McCartney, Willie Nelson, Dennis Kucinich, Russell Simmons, Bridgitte Bardot…. co-author Jane Ratcliffe, Adams Media (September 17, 2008)ISBN 1-59869-629-7
- Let’s Have a Dog Party!: 20 Tail-wagging Celebrations to Share With Your Best Friend. Adams Media Corporation, October 2007. ISBN 1-59869-149-X
- 50 Awesome Ways Kids Can Help Animals. Warner Books, November 1, 2006. ISBN 0-446-69828-8
- Аудиокнига Nonviolence Includes Animals Архивная копия от 28 января 2009 на Wayback Machine. CD, PETA, December 29, 2005.; на сайте petacatalog.org
- Аудиокнига Making Kind Choices Архивная копия от 29 сентября 2007 на Wayback Machine. CD, PETA, 2005; на сайте petacatalog.org
- Making Kind Choices : Everyday Ways to Enhance Your Life Through Earth- and Animal-Friendly Living. St. Martin’s Griffin, January 1, 2005. ISBN 0-312-32993-8
- Peta 2005 Shopping Guide For Caring Consumers: A Guide To Products That Are Not Tested On Animals. Book Publishing Company (TN), October 30, 2004. ISBN 1-57067-166-4
- Speaking Up For the Animals. DVD, PETA, June 1, 2004.
- Animal Rights Weekend Warrior. Lantern Books, March 1, 2003. ISBN 1-59056-048-5
- Free the Animals: The Story of the Animal Liberation Front. Lantern Books, 2000, ISBN 1-930051-22-0
- You Can Save the Animals : 251 Simple Ways to Stop Thoughtless Cruelty. Prima Lifestyles (January 27, 1999) ISBN 0-7615-1673-5
- 250 Things You Can Do to Make Your Cat Adore You. Fireside, May 15, 1998. ISBN 0-684-83648-3
- Compassionate Cook : Please don’t Eat the Animals. Warner Books, July 1, 1993. ISBN 0-446-39492-0
- Kids Can Save the Animals : 101 Easy Things to Do. Warner Books, August 1, 1991. ISBN 0-446-39271-5
- Аудиокнига On the Run Архивная копия от 29 сентября 2007 на Wayback Machine. Audiobook, PETA; на сайте petacatalog.org
- Аудиокнига Love That Cat! Архивная копия от 29 сентября 2007 на Wayback Machine CD, PETA; на сайте petacatalog.org
- Аудиокнига «Speaking Up for Animals 2» Архивная копия от 29 сентября 2007 на Wayback Machine CD, PETA; на сайте petacatalog.org